# Jaśkowice Legnickie (przystanek kolejowy)
Jaśkowice Legnickie – osobowy przystanek kolejowy (dawniej stacja) w Jaśkowicach Legnickich, w województwie dolnośląskim, w Polsce. Położony na linii nr 275 z Wrocławia do Gubina. W latach 2009–2010 przebudowany w ramach modernizacji magistrali kolejowej E30 na odcinku Legnica – Wrocław.

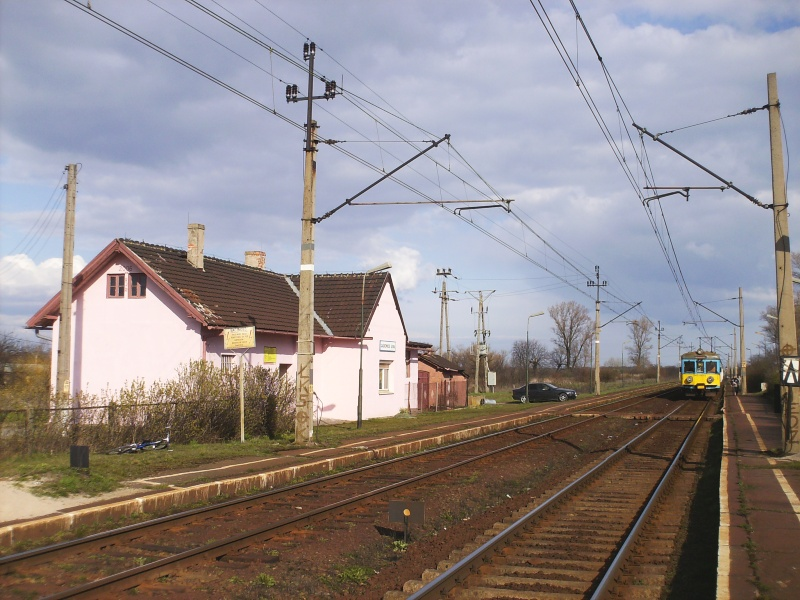
Przystanek przed modernizacją

## Ruch pasażerski
| Rok  | Wymiana pasażerska na dobę |
| ---- | -------------------------- |
| 2017 | 200-299                    |
| 2022 | 100-149                    |

## Połączenia
- Jelcz Laskowice
- Legnica
- Węgliniec
- Wrocław Główny
- Zgorzelec